# Noiseman Sound Insect
Noiseman Sound Insect (音響生命体ノイズマン Onkyo Seimeitai Noiseman?) es un cortometraje de anime dirigido por Kōji Morimoto, con dirección de animación de Masaaki Yuasa. El diseño de personajes y la supervisión de animación estuvieron a cargo de ambos. Fue animado por Studio 4°C y producido por Bandai Visual, con música de la compositora Yōko Kanno. Fue publicado en Japón el 22 de noviembre de 1997. El corto fue transmitido por el canal de pago Locomotion en sus señales de América Latina e Iberia en su bloque Locotomía.

## Argumento
La historia transcurre en un futuro distante en una ciudad llamada Cahmpon. En este lugar el científico Franken crea una forma de vida sintética, Noiseman, el cual tiene un único objetivo: apoderarse de la mente de las personas y eliminar los sonidos ambientales convirtiéndolos en cristales. Para esto, recluta a una serie de niños callejeros que se dedican a perseguir a insectos del sonido. Tobio y Reina, dos de estos niños, caen por accidente al lago prohibido y al comer de la fruta musical sus mentes son liberadas. Este hecho los impulsa a rebelarse contra Noiseman a fin de traer los sonidos de vuelta a la ciudad y terminar con la tiranía.

## Música
La banda sonora fue realizada por Yōko Kanno presentando a Crystal Kay Williams quien interpretó el tema principal Trees Make Sees (escrito así en los créditos finales), utilizado como cierre de la animación. Es importante mencionar que la música y los diálogos están estrechamente vinculados y que esta banda sonora no se editó por ningún medio.

### Créditos musicales
- Productor de sonido: Toyohiko Kanehashi
- Programador de ritmo y compositor adicional: Samply Red Jr.
- Arquitecto de sonido: Keishi Urata, Takeru Amamiya
- Grabación y mezcla: Masashi Yabuhara
- Coordinador de producción: Yuji Aoyagi
- Producción musical: GRAND FUNK INC.
- Director musical: Yota Tsuruoka
- Diseño musical: O·C·B. Pro. Minoru Yamada, Kouji Kasamatsu
- Mezclador de grabación de sonido: Tsutomu Asakura (Tokyo TV Center), Kyosuke Ito (Studio·Echo)
- Estudio de grabación: Tokyo TV Center, Studio·Echo
- Estudio de producción de sonido: Arts Pro.